# Klemm Kl 35
Klemm Kl 35 – niemiecki samolot sportowy i szkoleniowy, opracowany jako następca Kl 25. Konstrukcja Klemm Leichtflugzeugbau Gmbh oparta była na tym samym pojedynczym silniku i dolnopłatowej konstrukcji skrzydeł, co wcześniejsze maszyny, jednak zasadniczą cechą odróżniającą ten model było zastosowanie konstrukcji wzorowanej na odwróconych skrzydłach mewy.

## Historia

Silnik Hirth HM-60 eksponowany w MLP w Krakowie

Prototyp został oblatany w 1935 r. W pełni zdolny do lotów akrobacyjnych samolot po raz pierwszy zaprezentowano na międzynarodowych pokazach lotniczych w Mediolanie w roku 1935 i bardzo szybko znalazł wielu nabywców. Siły lotnicze wielu państw, w tym Rumuńskie i Węgierskie nabyły te samoloty do celów treningowych. Sam szwedzki Flygvapnet zamówił 74 maszyny, oznaczając je Sk 15. Co najmniej 5 egzemplarzy zastosowano jako wodnosamoloty. Pomimo tego zainteresowania plany produkcji Kl 35 na licencji za granicą nie doszły do skutku.
Kl 35 został zaprojektowany w 1934 roku pod patronatem Reichsluftfahrtministerium (RLM). Dypl. inż. Friedrich Fecher odpowiadał za budowę. Została użyta tzw. konstrukcja Gemischtbauweise: stalowy był kadłub, drewniane natomiast skrzydła i elementy ogona i tylko niewielkie ilości lekkich stopów zostały użyte do wykończenia. Było to charakterystyczną metodą konstrukcji RLM tamtego czasu ze względu na stosowaną strategię rozdysponowywania materiałów do budowy.
Wyniki testów musiały być zadowalające, gdyż w lipcu 1936 roku zamówiono 23 samoloty do dostarczenia między lipcem a wrześniem 1937 roku. Klemm był wówczas w czasie produkcji FW 44 na licencji Focke-Wulf. W tym czasie RLM szukała już podwykonawców na produkcję Kl 35A, wybierając Fieselera, który prowadził już licencjonowaną produkcję He 72 i FW 58 obok Storcha w ich zakładach w Kasseler. Nadchodziły dalsze zamówienia, łącznie 1386, co zaowocowało nową linią Kl 35B z nowym silnikiem. Produkcję w Fieseler zakończono w listopadzie 1939 roku po odebraniu 365 samolotów, po czym na polecenie RLM przeniesiono ją do Zlina w okupowanej Czechosłowacji.

## Użytkownicy
III Rzesza
- Luftwaffe

 Węgry
- Węgierskie Siły Powietrzne

 Litwa
- Litewskie Siły Powietrzne

 Słowacja
- Słowackie Siły Powietrzne

 Rumunia
- Rumuńskie Siły Powietrzne

 Szwecja
- Szwedzkie Siły Powietrzne